# Biblioteca Nacional del Perú

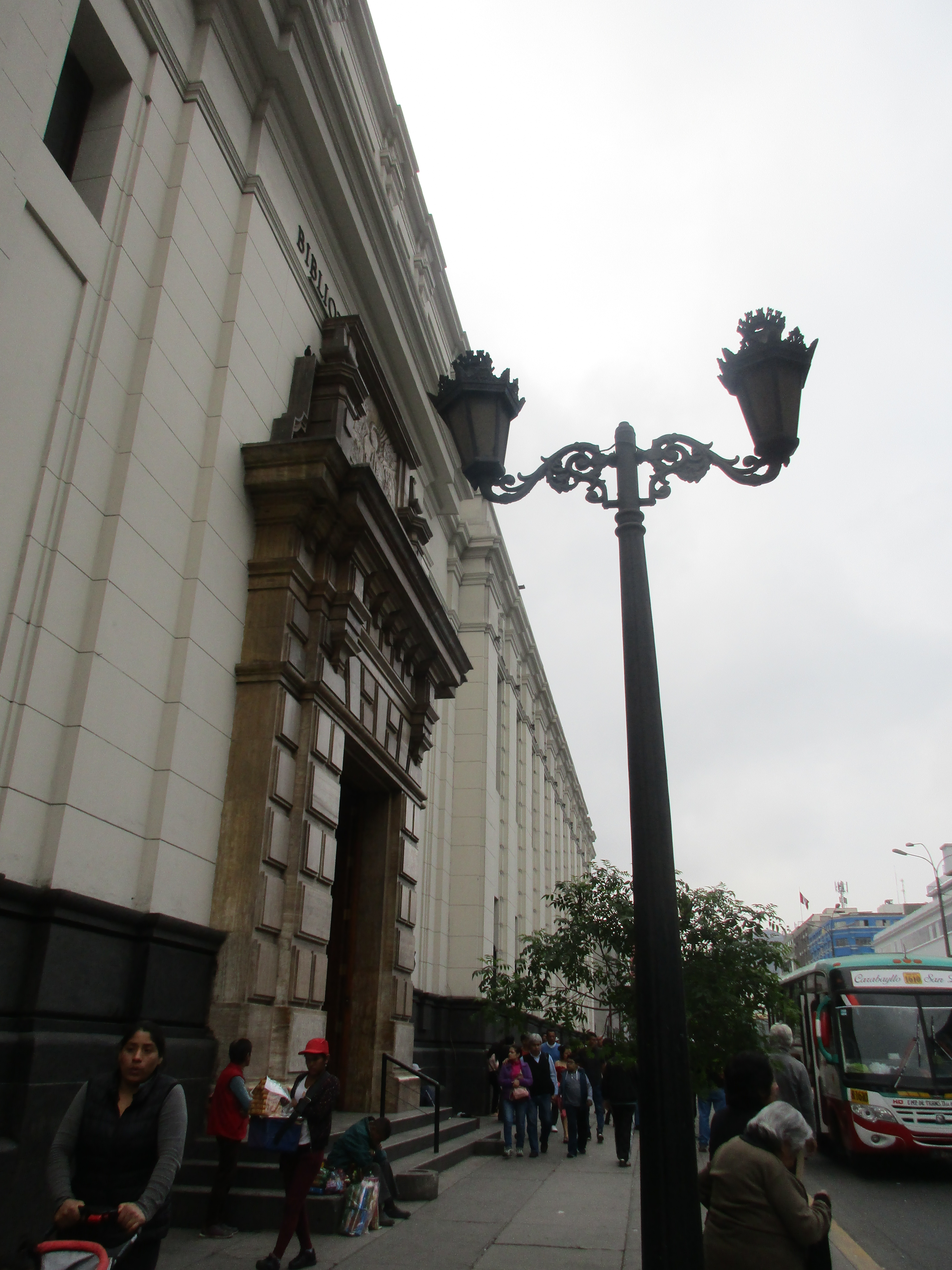
Ursprünglicher Sitz der peruanischen Nationalbibliothek an der Avenida Abancay

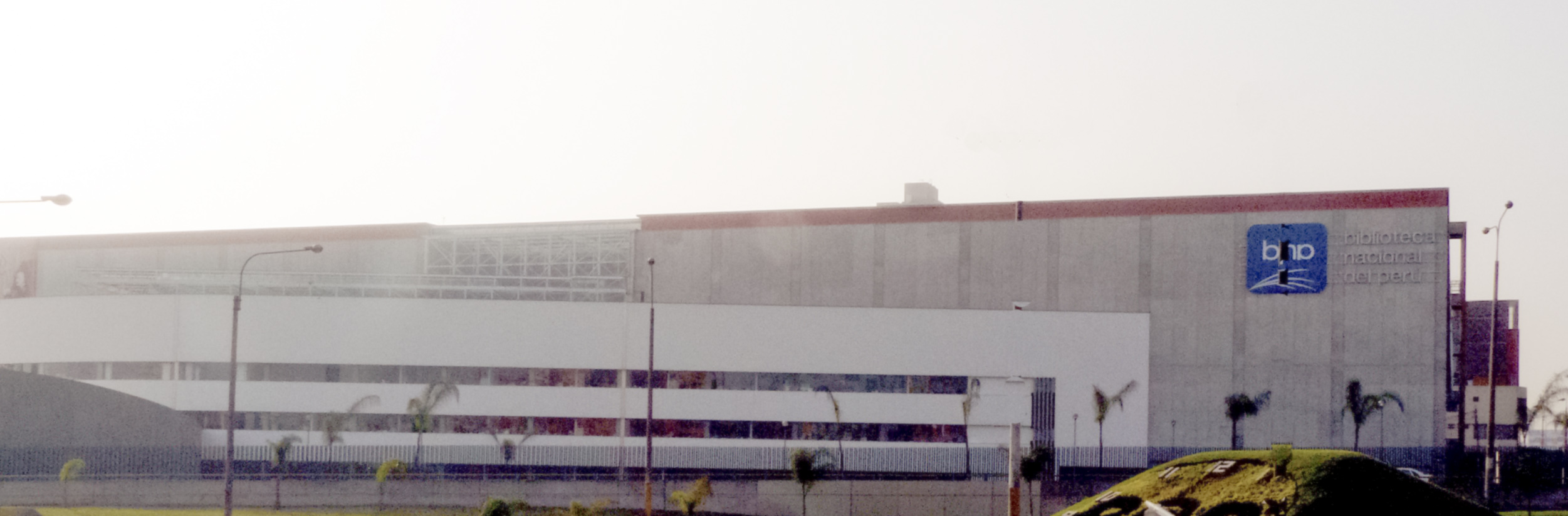
Derzeitiger Sitz der peruanischen Nationalbibliothek in San Borja

Die Biblioteca Nacional del Perú (BNP) ist die peruanische Nationalbibliothek in Lima. Es ist die älteste und wichtigste Bibliothek des Landes. Die Bibliothek wurde 1821 von dem südamerikanischen Unabhängigkeitskämpfer José de San Martín (1778–1850) gegründet. Ihr ursprünglicher Sitz befand sich an der Avenida Abancay, der derzeitige Sitz im Distrikt San Borja.
Manuel González Prada (1844–1918) war einer ihrer Direktoren.